# Truman Abbe
Truman Abbe (Washington D.C, 1 de noviembre de 1873-2 de mayo de 1955) fue un cirujano y profesor estadounidense, hijo de Cleveland Abbe y hermano de Cleveland Abbe, Jr.

## Biografía
Nació el 1 de noviembre de 1873 en Washington D.C. Se graduó de la Universidad de Harvard en 1895. Se licenció en medicina en la Universidad de Columbia en 1899 y luego realizó estudios de posgrado en la Universidad Humboldt de Berlín.
Abbe comenzó a trabajar en 1902 en la Universidad de Georgetown. Posteriormente, fue nombrado instructor en la Universidad George Washington (1905). En 1907, recibió una medalla de plata en la Exposición de Jamestown por sus investigaciones sobre los usos del radio en medicina.
Sus artículos fueron donados a la Biblioteca Nacional de Medicina en 1983.